# Jaiyah Saelua
Jaiyah Tauasuesimeamativa Saelua (* 19. Juli 1988 in Leone als John Pesamino Saelua Jr.) ist eine Fußballspielerin, die für die amerikanisch-samoanische Herrenfußballnationalmannschaft antritt. Die biologisch männlich geborene, als Frau lebende Abwehrspielerin ist die erste Faʻafafine, die ihr Land im Fußball vertritt. Sie ist die erste offen transgender lebende Person, die jemals an einem Fußballländerspiel teilnahm.

## Karriere
Saelua ist seit 2004 Teil der amerikanisch-samoanischen Herrenfußballnationalmannschaft. Sie spielte beim historischen 2:1-Sieg gegen die Auswahl von Tonga, dem ersten Sieg der amerikanisch-samoanischen Herrennationalmannschaft in einem offiziell von der FIFA anerkannten Länderspiel überhaupt.
Auf nationaler Ebene spielte sie u. a. beim FC Samoa Korean Baptist Church und bei Ilaoa & To’omata.

## Persönliches
Saelua studierte Darstellende Kunst an der University of Hawaii. In der britischen Fußballdokumentation Next Goal Wins – Das Spiel ihres Lebens, die im Jahre 2014 veröffentlicht wurde, ist sie unter anderem neben ihren Mannschaftskollegen und Trainer Thomas Rongen zu sehen. Im Spielfilm Next Goal Wins von 2023 wird sie von Kaimana porträtiert.